# Charenç
Charens és un municipi francès situat al departament de la Droma i a la regió d'Alvèrnia-Roine-Alps. L'any 2007 tenia 21 habitants.

## Demografia

### Població
El 2007 la població de fet de Charens era de 21 persones. Hi havia 12 famílies de les quals 8 eren unipersonals (4 homes vivint sols i 4 dones vivint soles) i 4 parelles sense fills.
La població ha evolucionat segons el següent gràfic:
Habitants censats

### Habitatges
El 2007 hi havia 42 habitatges, 13 eren l'habitatge principal de la família i 29 eren segones residències. 36 eren cases i 6 eren apartaments. Dels 13 habitatges principals, 12 estaven ocupats pels seus propietaris i 1 estava llogat i ocupat pels llogaters; 2 tenien tres cambres, 5 en tenien quatre i 6 en tenien cinc o més. 10 habitatges disposaven pel capbaix d'una plaça de pàrquing. A 8 habitatges hi havia un automòbil i a 3 n'hi havia dos o més.

### Piràmide de població
La piràmide de població per edats i sexe el 2009 era:
| Homes | Edats   | Dones |
| ----- | ------- | ----- |
| 0     | 95 o +  | 0     |
| 0     | 90 a 94 | 0     |
| 0     | 85 a 89 | 0     |
| 0     | 80 a 84 | 0     |
| 0     | 75 a 79 | 0     |
| 4     | 70 a 74 | 0     |
| 0     | 65 a 69 | 4     |
| 4     | 60 a 64 | 0     |
| 0     | 55 a 59 | 4     |
| 0     | 50 a 54 | 0     |
| 4     | 45 a 49 | 0     |
| 0     | 40 a 44 | 4     |
| 0     | 35 a 39 | 0     |
| 4     | 30 a 34 | 0     |
| 4     | 25 a 29 | 4     |
| 0     | 20 a 24 | 0     |
| 4     | 15 a 19 | 0     |
| 0     | 10 a 14 | 0     |
| 4     | 5 a 9   | 0     |
| 0     | 0 a 4   | 0     |

## Economia
El 2007 la població en edat de treballar era de 15 persones, 11 eren actives i 4 eren inactives. Les 11 persones actives estaven ocupades(8 homes i 3 dones).. De les 4 persones inactives 2 estaven jubilades i 2 estaven classificades com a «altres inactius».
Activitats econòmiques
L'únic establiment que hi havia el 2007 era d'una empresa de construcció.
L'únic servei als particulars que hi havia el 2009 era un paleta.
L'any 2000 a Charens hi havia 6 explotacions agrícoles que ocupaven un total de 261 hectàrees.

## Poblacions més properes
El següent diagrama mostra les poblacions més properes.